# Wolne miasto górnicze

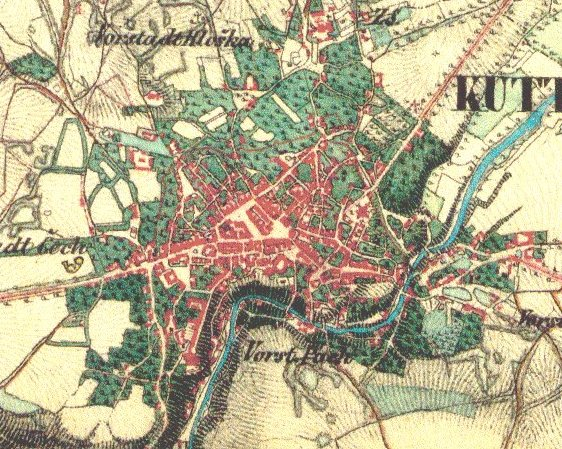
Plan miasta górniczego Kutná Hora

Wolne miasto górnicze (cz. horní město) – historyczny rodzaj miasta założonego w pobliżu kopalni i złóż metali, zwłaszcza metali szlachetnych i miedzi. Miasto takie było rodzajem miasta królewskiego w związku z faktem, że prawo wydobywania tych kopalin należało zwykle do regaliów, zaś dochody z kopalni stanowiły często poważny udział wśród wszystkich dochodów korony.
Cechą charakterystyczną tych miast był układ urbanistyczny wyglądający na chaotyczny, jednak mający praktyczne uzasadnienie. Miasta te zwykle nie miały regularnego układu siatki ulic. Domy w nich budowane były przeważnie przy drogach prowadzących do poszczególnych sztolni lub w dolinach lokalnych cieków wodnych, napędzających koła wodne poruszające urządzenia górnicze i hutnicze. Sieć ulic powstawała później, odzwierciedlając trasy przemieszczania się ludzi i towarów między poszczególnymi zakładami wydobywczymi i przetwórczymi. Rynek lub inny centralny plac (o ile istniał) miał zwykle kształt nieregularny, wynikający z konfiguracji terenu oraz pozostającego do dyspozycji miejsca, nie zajętego na cele produkcyjne.
Wolne miasta górnicze obdarzane były z reguły przez panującego rozległymi przywilejami, co wpływało dodatkowo na ich bogactwo i zamożność ich mieszkańców. Jest to do dziś widoczne w bogatym wystroju kościołów i ratuszy.
Najbardziej znanym miastem tego typu jest czeska Kutná Hora, która po reformie monetarnej Wacława II miała także prawo bicia monety. Za najstarsze czeskie wolne miasto górnicze uznawana jest Igława (1240–1243). Na terenie obecnej Polski wolnymi miastami górniczymi były m.in. Tarnowskie Góry, Złoty Stok, Lipa Jaworska.